# Netherton Tunnel Branch Canal
Netherton Tunnel Branch Canal v okrožju West Midlands v Angliji je del mreže prekopov v upravljanju Birmingham Canal Navigations (BCN). Zgrajena je bila na nadmorski višini 138 m, na ravni Wednesburyja ali Birminghama; nima zapornic. Skupna dolžina odcepnega kanala je 3,9 km, kanalski predor pa je dolg 2768 m.
Predor Netherton je bil zadnji predor, zgrajen v Veliki Britaniji v dobi prekopov. Prvo lopato je zakopal lord Ward 31. decembra 1855, prekop pa so odprli 20. avgusta 1858, kar je zagotovilo vodno povezavo Black Country med mestoma Netherton in Tipton. Zgrajen je bil za razbremenitev ozkega grla sosednjega predora Dudley, ki je zelo ozek, omogoča izmenično enosmerne prevoze in ima čakalne dobe osem ur ali več, včasih pa tudi več dni.
Predor Netherton je bil zgrajen s širino 8,2 m, da bi omogočil dvosmerno delo ozkih čolnov in je povsod obložen z opeko. Skozenj so speljane vlečne poti, po eno na vsaki strani, ki so omogočale vleko čolnov s konjsko vprego. Na vzhodni steni so še vedno vidne oznake verige. Predor je bil že od začetka opremljen s plinsko razsvetljavo nad vlečnimi potmi, ki pa je bila kasneje spremenjena v električno in zdaj ni osvetljen.
Zračnike, ki potekajo vzdolž linije predora in zagotavljajo prezračevanje ter svetlobni jašek v kanal, domačini zaradi svoje oblike poznajo kot »poprovnike«. Obloženi so z opeko, odprtine pa so pokrite z železnim okvirjem ali rešetko. Široka odprtina in dobro prezračevanje pomenita, da lahko čolni, ki danes uporabljajo predor, uporabljajo moč svojih motorjev z notranjim zgorevanjem, kar je v ožjem predoru Dudley prepovedano.

## Potek
Prekop poteka jugozahodno od nove glavne proge BCN na križišču Dudley Port in pod staro glavno linijo pri akvaduktu Tividale. Severno ustje predora je blizu Dudley Road West, blizu meje Tiptona z Oldburyjem. Sredi ceste Aston stoji zračnik; drug stoji med dvema hišama na Regent Road, obe na posestvu Tividale Hall blizu Dudleya. Južno ustje predora je v parku Warrens Hall na meji Dudley in Rowley Regis - v bližini sta Bumble Hole in Cobb's Engine House. Bumble Hole je urejeno umetno jezero na mestu nekdanjega glinokopa. Dudley št. Kanal 2 in krak prekopa Boshboil se združita na stičišču Windmill End Junction. Rok Boshboil je bil nekoč del zanke prvotnega Dudleyjevega kanala, ki je šel okoli Bumble Hole. Ta zanka je prenehala biti del glavne linije, ko je bila prerezana bolj direktna linija. Zanka se je zaradi posedanja razrezala na dva kraka. Severni krak je Boshboil Arm, južni pa Bumble Hole Branch.

### Lastnosti
| Točka                                 | KOORDINATE (povezave na vire zemljevidov & fotografij) |
| ------------------------------------- | ------------------------------------------------------ |
| Dudley Port Junction                  | 52°31′19″N 2°02′36″W / 52.52204°N 2.04331°W            |
| Groveland Bridge (Tipton Road, A457)  | 52°31′03″N 2°02′51″W / 52.51758°N 2.04760°W            |
| Tividale Aqueduct (Old BCN Main Line) | 52°30′59″N 2°02′54″W / 52.51640°N 2.04843°W            |
| Northern tunnel portal                | 52°30′55″N 2°02′58″W / 52.51534°N 2.04948°W            |
| Air vent No. 16                       | 52°30′45″N 2°03′07″W / 52.512436°N 2.052015°W          |
| Packwood Road Air vent (No. 14)       | 52°30′35″N 2°03′16″W / 52.50986°N 2.054329°W           |
| Aston Road air vent                   | 52°30′31″N 2°03′19″W / 52.50850°N 2.05518°W            |
| Regent Road air vent                  | 52°30′25″N 2°03′25″W / 52.50697°N 2.05708°W            |
| Approx. tunnel midpoint               | 52°30′16″N 2°03′34″W / 52.50435°N 2.05932°W            |
| Air vent No. 8                        | 52°30′15″N 2°03′34″W / 52.504191°N 2.059364°W          |
| Air vent No. 6                        | 52°30′06″N 2°03′42″W / 52.501551°N 2.061764°W          |
| Air vent No. 4                        | 52°29′57″N 2°03′51″W / 52.499036°N 2.064032°W          |
| Air vent No. 2                        | 52°29′47″N 2°03′59″W / 52.496345°N 2.066459°W          |
| Southern tunnel portal                | 52°29′36″N 2°04′09″W / 52.49335°N 2.06916°W            |
| Windmill End Junction                 | 52°29′30″N 2°04′13″W / 52.49157°N 2.07019°W            |

## Galerija
- Cobbova strojnica blizu južnega portala
- Predor Netherton znotraj severnega portala, ki prikazuje dvojno vlečno pot
- Zdrs strehe južnega konca predora, ki ga je povzročil potres v Dudleyju leta 2002
- Severni portal predora Netherton
- Akvadukt Tividale s staro turbino, ki je nekoč proizvajala elektriko za osvetlitev predora
- Akvadukt Tividale in severni portal predora Netherton
- Koče ob kanalu na odcepu pri akvaduktu Tividale